# André Vandelle
André Vandelle, all'anagrafe Adrien Louis Albert Vandelle (Les Rousses, 29 agosto 1902 – Les Rousses, 16 ottobre 1976), è stato uno sciatore di pattuglia militare francese.

## Carriera
Vinse la medaglia di bronzo nella pattuglia militare ai primi Giochi Olimpici, a Chamonix-Mont-Blanc nel 1924.

## Palmarès

### Pattuglia militare

#### Olimpiadi
- 1 medaglia:
  - 1 bronzo (pattuglia militare a Chamonix-Mont-Blanc 1924)